# 许昕
許昕（1990年1月8日—），男，江苏徐州人，中國男子乒乓球运动員。打法是左手正手全檯攻擊，配合反手撥球，步速極快，擅救球。擅長中遠枱防守反攻，經常把球挑高等待對方殺球失誤。球風以「隨性」聞名。

## 巔峰時期
2013年是大蟒的巔峰之年，在這一年，許昕擊敗了眾多桌球好手並登上了世界排名第一。
這一年的許昕還算年輕，體力也比較多，在正手的相持中總能取得優勢（因直板選手正手較為強勁），再加上全場的跑動能力；因此，許昕在許多的比賽中皆依靠其獨特的技術而獲勝。

## 生平

### 運動員生涯
许昕在5岁时开始训练乒乓球，2004年夺得世界少年挑战赛男单、男双及男团冠军，2006年2月入选国家二队，10月晋升国家一队，同年即在萨格勒布世乒赛队内选拔赛中，战胜队友李平，获得参赛资格，从而一举成名。
2009年，许昕在东亚运动会上夺得男单冠军，上升势头迅猛的他从此确立了在国家队的主力位置。同年的横滨世乒赛，许昕首次参加男子单打比赛，杀入到男单第三轮，负于队友陈玘。在男子双打比赛中，搭档马龙一举闯进决赛，最终负于队友陈玘/王皓，获得亚军。
2010年世界乒乓球锦标赛团体赛，許昕与马龙、王皓、马琳等在莫斯科代表中国国家队出战最终蝉联冠军。同年11月，許昕代表中國出戰廣州亞運會，參加乒乓球比賽的男子团体、男子双打（夥拍：马琳）及混合雙打（夥拍：郭焱）項目，贏得兩金一銀的佳績。 
2011年世界乒乓球锦标赛，许昕在单打比赛中杀入男单16强，负于王励勤止步；同时，许昕与马龙出战双打比赛，于决赛中战胜队友陈玘/马琳，首夺世乒赛单项冠军。
2012年，許昕首次參加世界盃乒乓球賽，半決賽不敵隊友馬龍。在接下來的銅牌戰中，被白俄羅斯老將薩姆索諾夫以4：2擊敗，只能屈居第四名。6月29日，在厦门备战伦敦奥运会的国家乒乓球男队与厦门市体育局机关党委共同举办活动。在主教练刘国梁领誓下，张继科、马龙、许昕、郝帅、李平、赵卫星与厦门市体育局10名新党员，进行新党员宣誓。
2013年1月，许昕首次在ITTF男单世界排名中位列第一。5月，许昕以赛会第一种子身份，出战第52届世界乒乓球锦标赛男单比赛。他在本届赛事中再进一步，八強先擊敗日本選手松平健太，再杀至男单半决赛，但随后0：4被卫冕冠军张继科擊敗，其中在第三局張繼科在关鍵決勝分擦網球，令其取得勝利，許昕没能打入决赛。 10月，許昕再次出戰世界盃。在險勝奧恰洛夫殺入決賽後，在決賽中以4：1復仇薩姆索諾夫，奪得職業生涯首個單打世界冠軍，同時他也成為了中國國家乒乓球隊歷史上首位夺得男單世界冠軍的左撇子选手。
2015年世界乒乓球锦标赛，许昕参加男单，男双及混双的角逐。男单受伤病困扰，于八分之一决赛负于方博。混双则与韩国选手梁夏银合作夺得冠军。成为继杨莹之后第二位与外国选手合作取得世乒赛冠军的选手。随后，许昕与张继科合作，夺得男双冠军。
2016年里约奥运会上，他与马龙、张继科联手出戰男子團體項目。在對陣日本隊的決賽中，他以2：3敗於日本主將水谷隼，幸好在接下來的雙打比賽中力挽失地，最終以3：1战胜日本队，赢得乒乓球男团金牌。
2017年德國世乒賽，許昕分别出戰男單與男雙（與樊振東）項目。在男單十六強遭遇隊友林高遠，許昕在決賽局5-10落後的情况下上演瘋狂大逆轉，連扳7分，以12-10險勝過關。八強擊敗了日本天才小將張本智和，最終在半決賽遭馬龍4-0淘汰出局，收獲第二枚男單銅牌。男雙方面則與樊振東奪得冠軍，成功衞冕。
2019年，許昕與劉詩雯搭檔混合雙打，最終獲得世錦賽混雙冠軍。這也是繼2015年世錦賽後，許昕再度取得混雙項目的世界冠軍頭銜。2020年夏季奥林匹克运动会乒乓球混合双打比赛中，许昕与搭档刘诗雯遭日本伊藤美誠及水谷隼擊敗，获得亚军。

### 個人生活
2016年8月，里約奧運會男團決賽頒獎儀式結束後，許昕與女友姚彥擁抱在一起，隨後摘下金牌給姚彥戴上，兩人戀情曝光  ；11月26日，在楊宗緯上海演唱會上，許昕正式向姚彥求婚，兩人之後於11月30日領證。 2019年9月16日，許昕兒子出生。
2021年10月29日，许昕获聘上海大学体育学院客座教授。2021年9月，许昕女兒出生。

## 图集

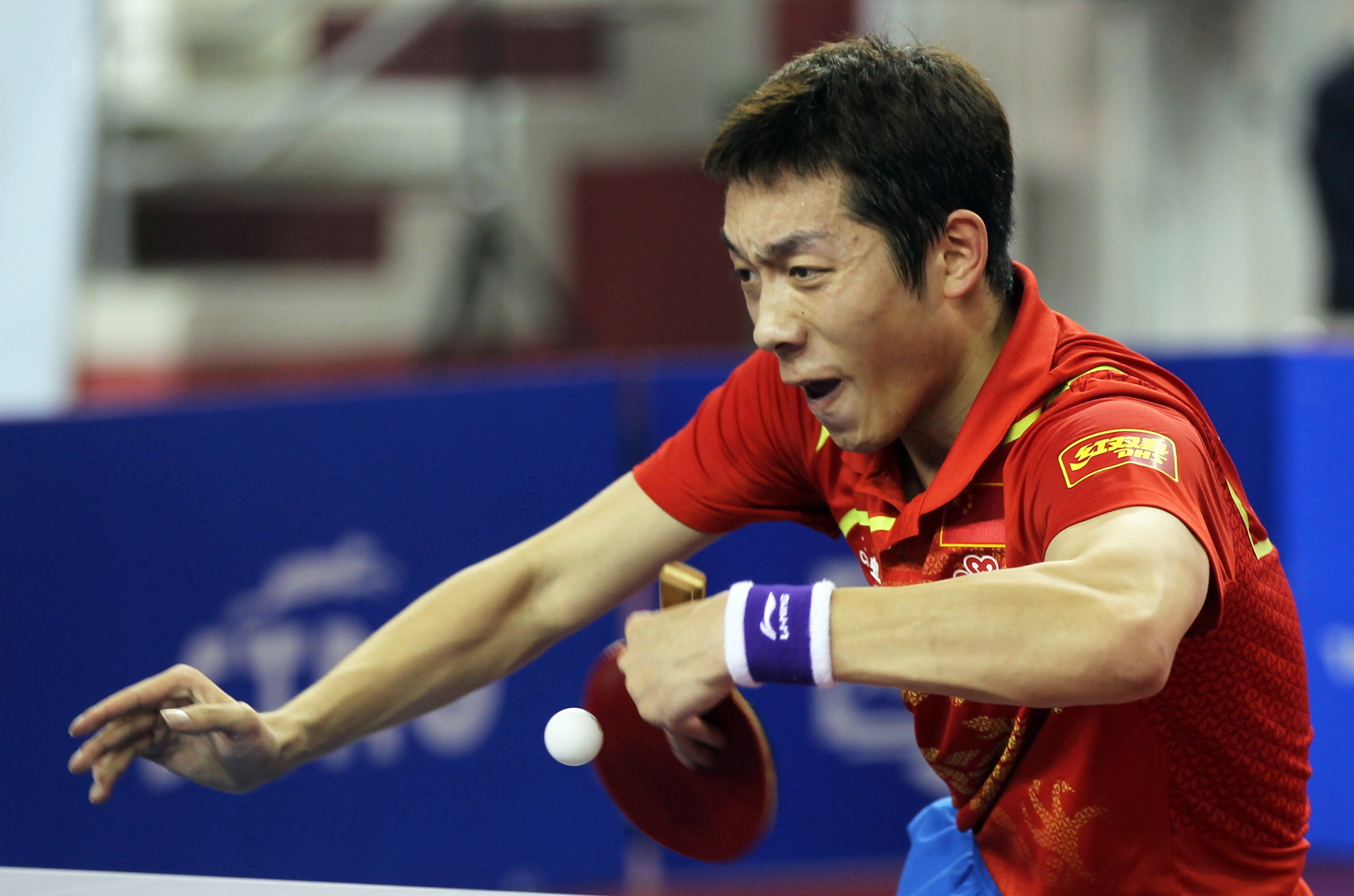
2012年
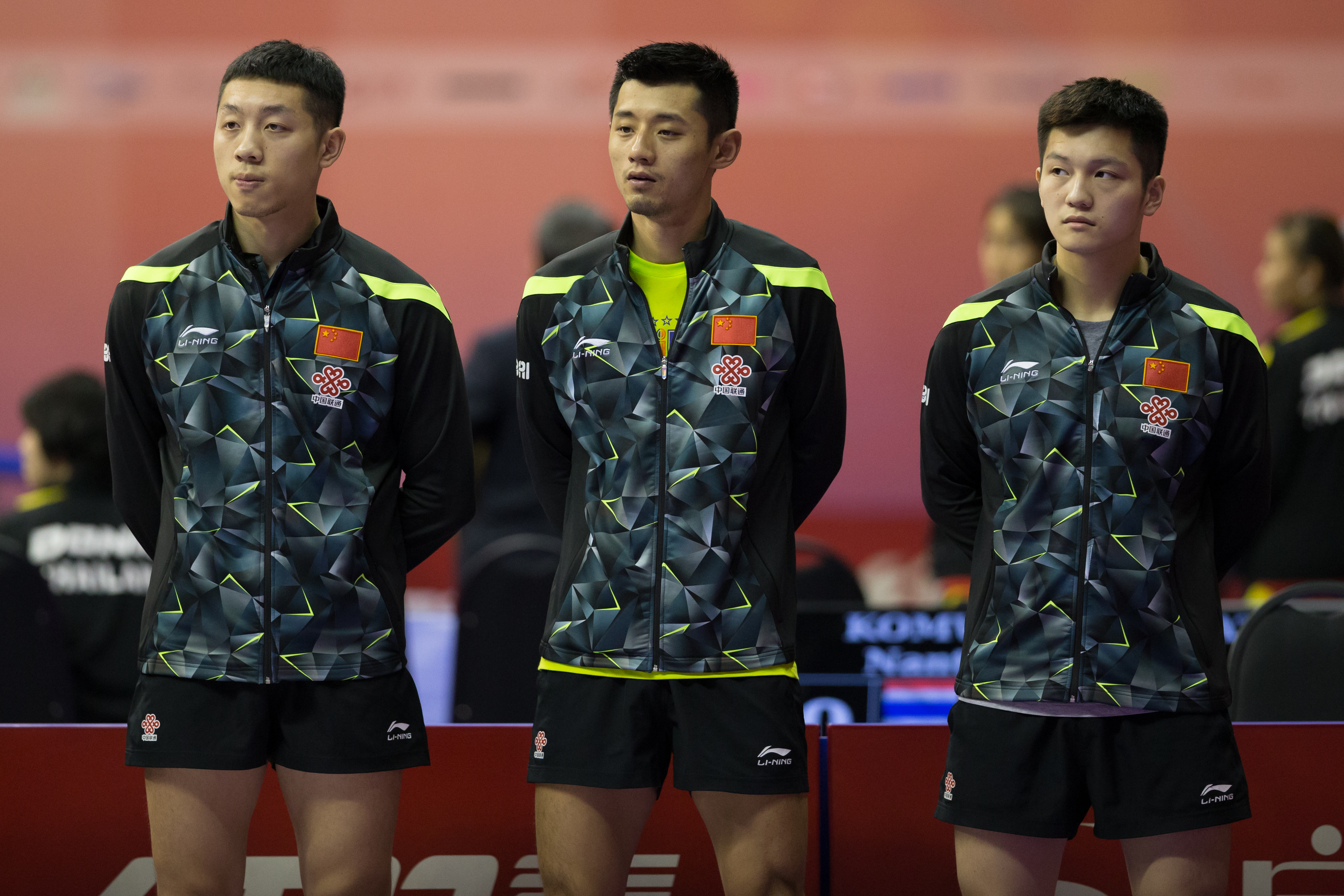
2016年，許昕、張繼科、樊振東
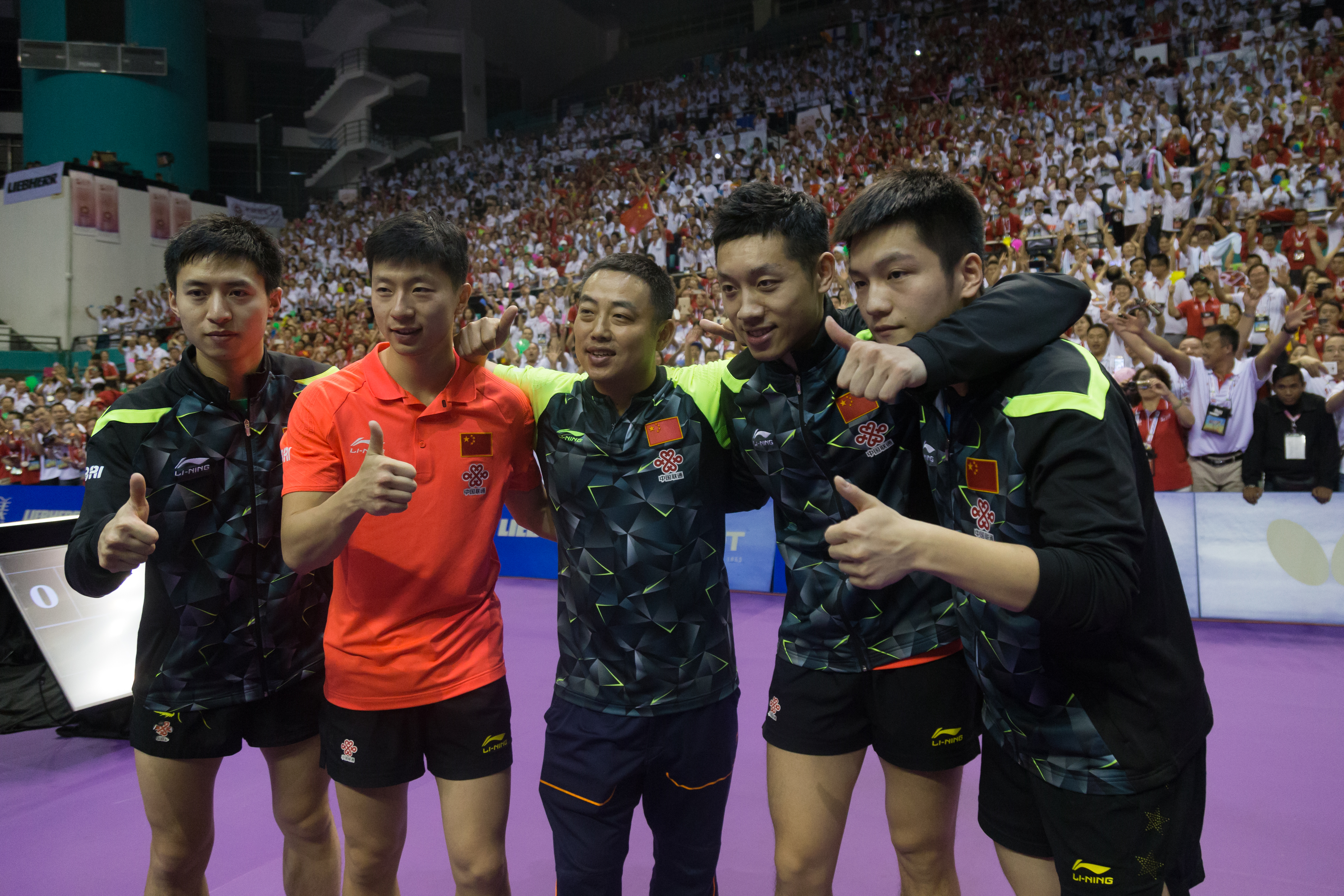
2016年，方博、馬龍、劉國梁、許昕、樊振東
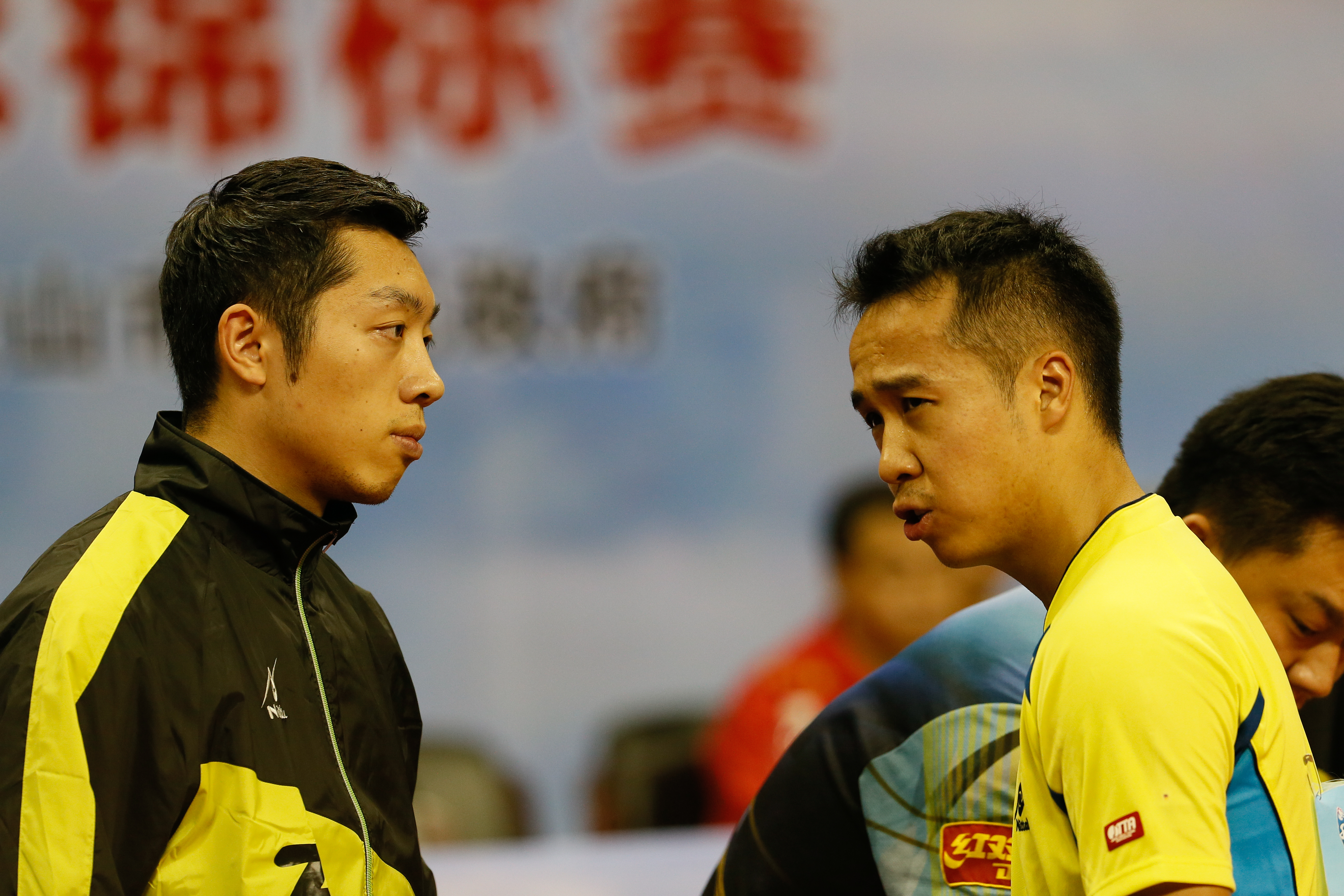
2016年，許昕、尚坤
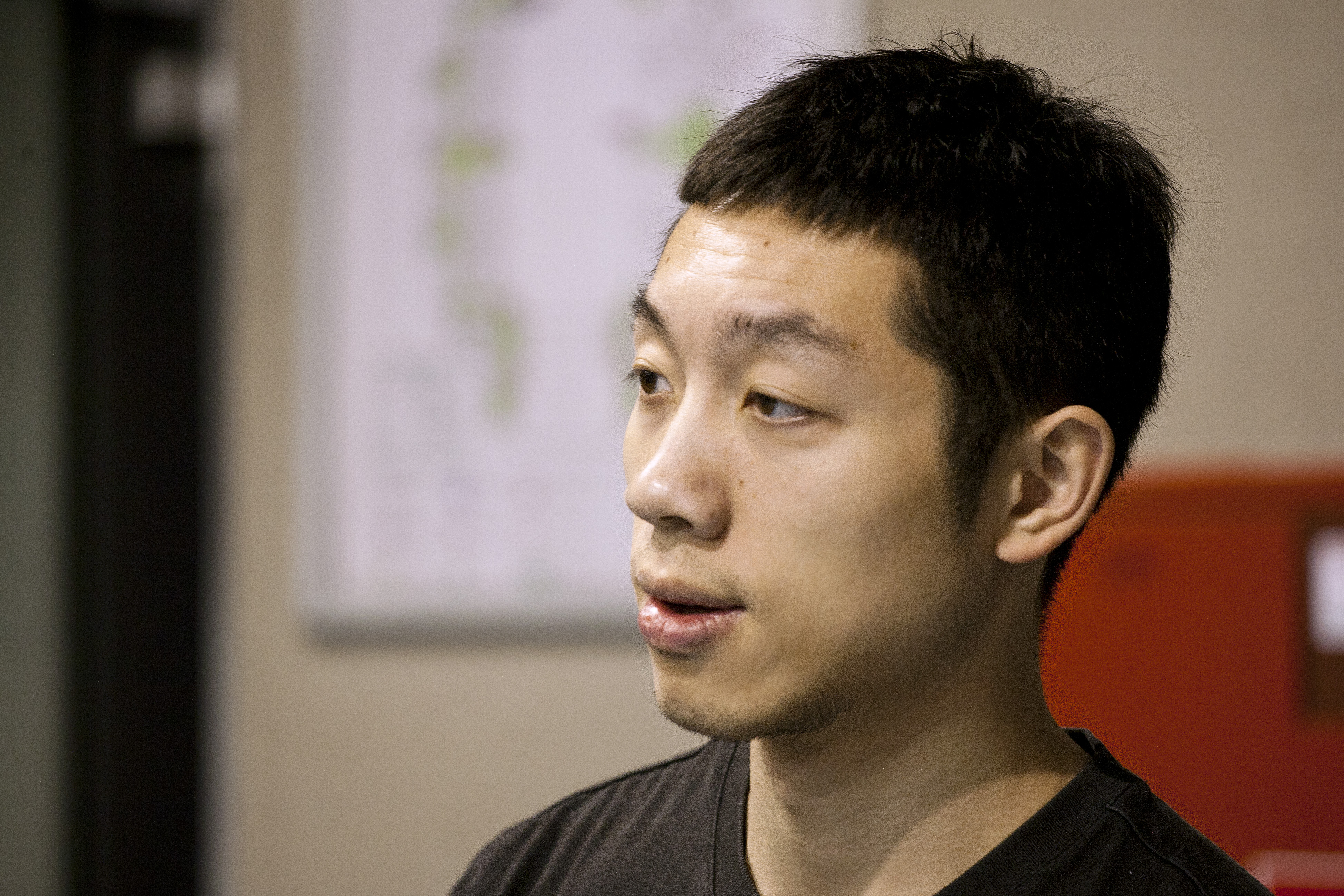
2017年
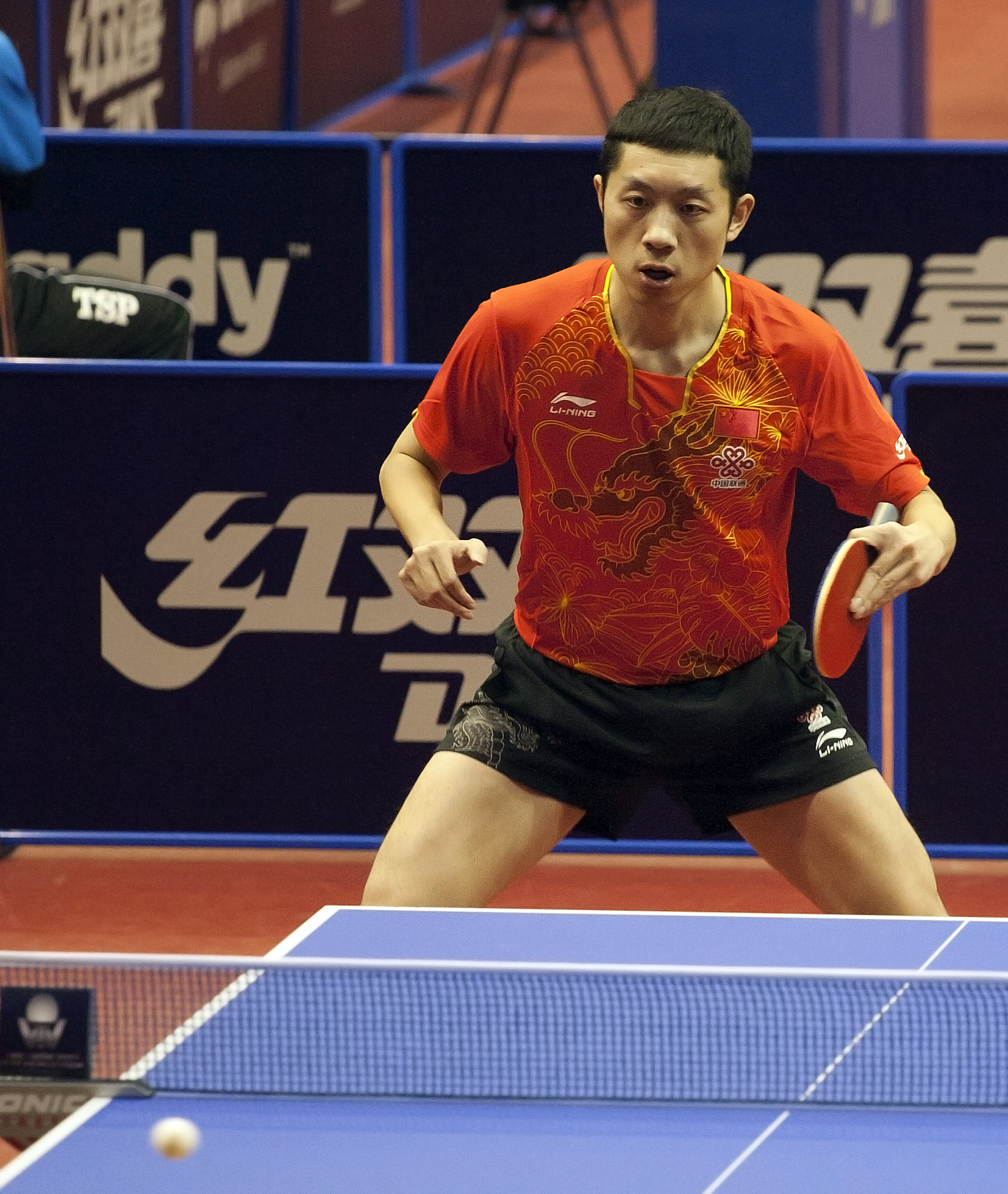
2017年

## 外部連結
- 许昕在国际奥林匹克委员会的资料
- 【乒乓王国】许昕专访1（页面存档备份，存于）
- 【乒乓王国】许昕专访2（页面存档备份，存于）
- 【乒乓王国】许昕专访3（页面存档备份，存于）